# Italienisches Capriccio (1961)
Italienisches Capriccio ist ein deutscher Spielfilm der DEFA des italienischen Regisseurs Glauco Pellegrini aus dem Jahr 1961.

## Handlung
Dies ist der Versuch einer Biographie über den großen italienischen Komödienschreiber Carlo Goldoni (1707–1793).
Der Film beginnt als Carlo Goldoni noch Student in Rimini war und während einer Vorstellung am dortigen Theater auffällt, da er als einziger Zuschauer nicht über das Stück lachen kann. Als ihn der Hauptdarsteller und Prinzipal Antonio Sacchi deshalb zur Rede stellt, bietet ihm Goldoni an, ein besseres Stück zu schreiben. Damit erntet er aber nur ein Lachen, wird aber zu seiner Freude, für den anstehenden Umzug der Theatertruppe, als Korbträger eingestellt. Auf dem Schiff entdeckt er in einem Korb Teodora Ricci, die in der Truppe als Schauspielerin arbeiten möchte, was aber ihr Vater nicht gestatten will. Für das Versprechen von vier Küssen versteckt er sie weiter, doch sie wird von ihrem Vater gefunden und Goldoni dafür entlassen. 
Einige Jahre später besitzt Goldoni inzwischen in Genua eine Rechtsanwaltspraxis, doch seine eigentliche Leidenschaft gilt immer noch dem Theater. Hier trifft er wieder auf Teodora Ricci, die gegen ihren Prinzipal Medebac klagen will. Doch in seiner Kanzlei sitzt bereits Medebac, der Goldoni in der gleichen Angelegenheit als Anwalt wünscht. Goldoni ist immer noch vernarrt in Teodora, so dass der Theaterdirektor keine Chancen hat. Den Prozess gewinnt Goldoni, doch als er sich sein Honorar, die seinerzeit nicht erhaltenen vier Küsse, abholen will, findet er Teodora unbekleidet mit einem Mann im Bett vor. Nun reift in Goldoni die Erkenntnis, dass er nur Ärger hat, wenn er auf Theaterleute trifft und er beschließt, das Theater zu vergessen, doch Medebac überzeugt ihn weiterhin Stücke für das Theater zu schreiben.
Goldoni kommt, inzwischen verheiratet mit Nicoletta, der Tochter seines ehemaligen Nachbarn, in seiner Lieblingsstadt Venedig an und er schreibt Stücke, in denen das gewöhnliche Volk die Hauptrolle spielt, was für den Adel ein Skandal ist. Die Ideen für seine Komödien liefern ihm die Gespräche der Venezianer, die er auf der Straße und in den Kaffeehäusern bis spät in die Nacht belauscht. Sein erstes Stück am Theater in Venedig heißt Die listige Witwe und wurde nach anfänglichen Problemen mit den Schauspielern, die seine Vorstellungen vom Theater nicht verstehen, bei der Premiere ein umwerfender Erfolg. Nur die reichen Bewohner der Stadt, sehen in der Aufführung ein Problem und Abate Chiari hat auch schon eine Idee, wie man gegen solche neumodischen Sachen vorgehen kann. Er lässt den Text für eine Nacht entwenden, schreibt ihn ab und so um, dass das Original darin lächerlich gemacht wird. Ausgerechnet Teodora Ricci soll die Hauptrolle spielen, was sie aber ablehnt. Jedoch ist dies der Anlass für sie, Carlo Goldoni wiederzusehen. In der Zwischenzeit sorgt Goldonis Frau dafür, dass das neue Stück wegen Plagiatsvorwürfen vom Spielplan abgesetzt wird. 
Die nächste Komödie Goldonis Die glückliche Erbin wird aber wirklich ein Reinfall, woran seine Gegner nicht ganz unbeteiligt sind. Einer der erbitterten Feinde ist Graf Carlo Gozzi, der Goldonis Erneuerung des Theaters vehement bekämpft und selbst ein neues Theater gründen will, weshalb er somit zu dessen Konkurrenten wird. In Venedig trifft nun das berühmte Ensemble von Antonio Sacchi ein, um die Märchen Gozzis im Theater San Samuele aufzuführen, somit beginnt der Kampf zwischen Gozzi und Goldoni. Dessen neues Stück Das Kaffeehaus wird wieder ein großer Erfolg, denn die Zuschauer erkennen sich darin wieder. Als Don Marzio hört, dass eine nicht zu verkennende Kopie seiner Person auf der Bühne steht, will er dafür den Autor zur Rechenschaft ziehen. Doch der ist nach der Vorstellung nicht im Theater, sondern wie sein Diener Arlecchino verrät, bei Teodora Ricci. Nicoletta Goldoni, die gerade auf die Bühne kommt, um ihrem Mann zu gratulieren, muss diese Offenbarung zu ihrem Entsetzen mit anhören. 
Carlo Gozzi und Antonio Sacchi treffen sich zufällig in einem Café und wundern sich über die Anwesenheit des Anderen, den sie zur gleichen Zeit bei Teodora Ricci vermuten. Doch die ist gerade in trauter Zweisamkeit mit Goldoni in ihren Gemächern, wo sie aber überrascht werden. Goldoni geling es zu fliehen. Er muss aber seine Schuhe zurücklassen, die wiederum von Gozzi und Sacchi gefunden werden. Diese überlegen, wer denn der weitere Liebhaber Teodoras sein könnte. Goldoni ist inzwischen zu Hause eingetroffen und findet seine Frau beim Packen ihrer Koffer, da sie ihn verlassen will. Jedoch gelingt es ihm, ihr das auszureden. Während Don Marzio dem Grafen Gozzi verrät, dass die bei Teodora gefundenen Schuhe Carlo Goldoni gehören, kündigt Primadonna Teodora ihren Vertrag bei Antonio Sacchi, um in dem neuen Stück Goldonis Mirandolina im Theater Medebacs zu spielen. Als wiederum Nicoletta davon erfährt, ahnt sie Böses, so dass Goldoni ihr verspricht, das Stück zurückzuziehen. Er geht sofort in das Theater. Hier erlebt er Teodora bei den Proben und ist sogleich wieder von ihr überwältigt. Seine Bitte, die Mirandolina nicht mehr zu spielen, beantwortet sie mit einem Kuss.
In einer Druckerei in Venedig erscheint der erste Band mit den Komödien Goldonis und Nicoletta hat es nach Aussage des Druckereibesitzers verdient, als erste dieses Buch mit den Werken ihres Mannes zu besitzen. Noch während sie sich darüber freut, betritt Goldoni mit Teodora die Druckerei, so dass Nicoletta gerade noch rechtzeitig in den Nebenraum flüchten kann. Aber der Oberspielleiter der italienischen Komödie in Paris wird bei dieser Gelegenheit mit Carlo Goldoni bekannt gemacht. Dieser ist in Venedig so stark verwurzelt, dass er das Angebot nach Paris zu kommen nicht annehmen will. Hier kommt der Zufall mit ins Spiel. Der Theaterleiter Medebac kommt herein und eröffnet ihm, dass er für die nächste Spielzeit kein Theater mehr in Venedig findet, wo er auch seine Stücke aufführen könnte. Das überzeugt ihn, 1762 an die Comédie Italienne zu wechseln. In einem letzten Gespräch versucht Teodorea den Geliebten zu überreden, doch in Venedig zu bleiben, während Goldoni sie noch einmal bittet, mit ihm nach Paris zu kommen. Doch sie betont noch einmal, dass sie als Schauspielerin nicht nur einem gehören kann und für viele da sein will. Die Verabschiedung Goldonis während des Karnevals in den Straßen Venedigs, entwickelt sich in einem Triumphzug für ihn. Auf dem Schiff wartet bereits Nicoletta, um gemeinsam mit ihm nach Paris zu fahren.

## Produktion
Der italienische Regisseur erhielt diesen Auftrag bei der DEFA auf Bitten der Italienischen Kommunistischen Partei (PCI), da er in Italien als Mitglied der PCI keine Aufträge mehr erhielt. Bei diesem aufwendigen und teuren, nur im Studio hergestellten Kostümfilm, mit mehr als 1000 Mitwirkenden, wurde mehrmals die Drehzeit überschritten.
Die Musik wurde vom DEFA-Sinfonieorchester unter der Leitung von Karl-Ernst Sasse eingespielt. Die Synchronregie lag in den Händen von Johannes Knittel, für die Dramaturgie war Manfred Fritzsche verantwortlich. 
Italienisches Capriccio wurde auf Agfa-Color gedreht und erlebte am 10. Juni 1961 bei den 3. Arbeiterfestspielen der DDR in Magdeburg seine Uraufführung. Die festliche Premiere in Anwesenheit der Filmschaffenden zum allgemeinen Start in den Kinos der DDR, fand am 27. Juli 1961 im Berliner Kino Babylon statt.
Die Erstausstrahlung im 1. Programm des Deutschen Fernsehfunks erfolgte am 27. August 1962.

## Kritik
M. J. schrieb in der Berliner Zeitung, dass man nicht unvorbereitet in diesen Film gehen sollte, da man ihn sonst nicht verstehen wird. Die äußere Form, Episoden aus dem Leben Goldonis in der Art einer seiner Komödien frei zu gestalten, funktioniert nicht in ihrer Realisierung als eine unübersehbare, unorganische Mischung von Klamauk, Maskenzügen und sentimentalen Liebesgeschichten.
Helmut Ullrich von der Neuen Zeit fand ebenfalls, dass der Film ohne vorherige Kenntnisse nicht zu verstehen ist. Doch gibt er zu bedenken, dass der Film mit Kenntnissen eventuell noch unbefriedigender wäre.
Das Lexikon des internationalen Films bezeichnete den Film als niveaulosen Klamauk eines von der PCI an die DEFA empfohlenen italienischen Gastregisseurs über den Komödiendichter Carlo Goldoni. Statt den großen Komödiendichter mit Witz und Esprit zu ehren, ergeht sich der Film in verkrampften Possen und lautem Durcheinander. Auch dramaturgisch ist er völlig hilflos.